# بوبي ويلسون (لاعب كرة قدم)
بوبي ويلسون (بالإنجليزية: Bobby Wilson)‏ (29 مايو 1944 بأكسفورد في المملكة المتحدة - ) هو لاعب كرة قدم بريطاني في مركز مهاجم داخلي. لعب مع نادي برينتفورد ونادي هايز وHendon F.C. ‏ ووالتون وهرشام ‏ وBedfont F.C. ‏.